# Partito Socialista di Catalogna-Raggruppamento
Il Partit Socialista di Catalogna-Reagrupament (in italiano Partito Socialista di Catalogna-Raggruppamento)  è stato un partito politico catalano ispirato alla socialdemocrazia fondato da Josep Pallach.
Il partito trova la sua origine nell'ala destra del Moviment Socialista de Catalunya (MSC), fondato in Francia nel 1946. Nel novembre del 1974 diversi membri si separarono da questa organizzazione e fondarono il Reagrupament Socialista i Democràtic de Catalunya (Raggruppamento Socialista e Democratico di Catalogna), che nel maggio del 1976 divenne Partit Socialista di Catalogna-Reagrupament. La morte di Pallach agli inizi del 1977 condusse il partito a una forte crisi, dopo la quale Josep Verde venne eletto segretario generale.
Alle elezioni generali del 1977 si presento` in coalizione con la Convergència Democràtica di Catalogna (CDC) e altri gruppi nazionalisti catalani nel Pacte Democràtic per Catalogna, che ottiene 11 seggi (di cui 4 per il partito). Dopo le elezioni, il PSC-R decise di lasciare la coalizione tanto che i suoi deputati al gruppo misto al Congresso (salvo Joaquim Arana, che seguì ai suoi ex compagni del Pacte al Gruppo Basco-Catalano) e di cambiare la sua strategia. Nei mesi seguenti si decise per una convergenza socialista con il Partit Socialista di Catalogna-Congrés e la federazione catalana del PSOE (sebbene nell'ottobre del 1977 i suoi tre deputati al Congresso avessero aderito al gruppo della Minoranza Catalana) e nel luglio del 1978 venne fondato il Partito dei Socialisti di Catalogna. I settori più catalanisti aderirono o alla CDC o a  ERC,e infine un gruppo di sostenitori e collaboratori di Pallach (inclusa la sua vedova) formarono l'effimero Partit Socialista Democratic.
| Controllo di autorità | VIAF (EN) 171050621 · LCCN (EN) n2012078044 · BNE (ES) XX5079923 (data) |